# Сарапульский ликёро-водочный завод

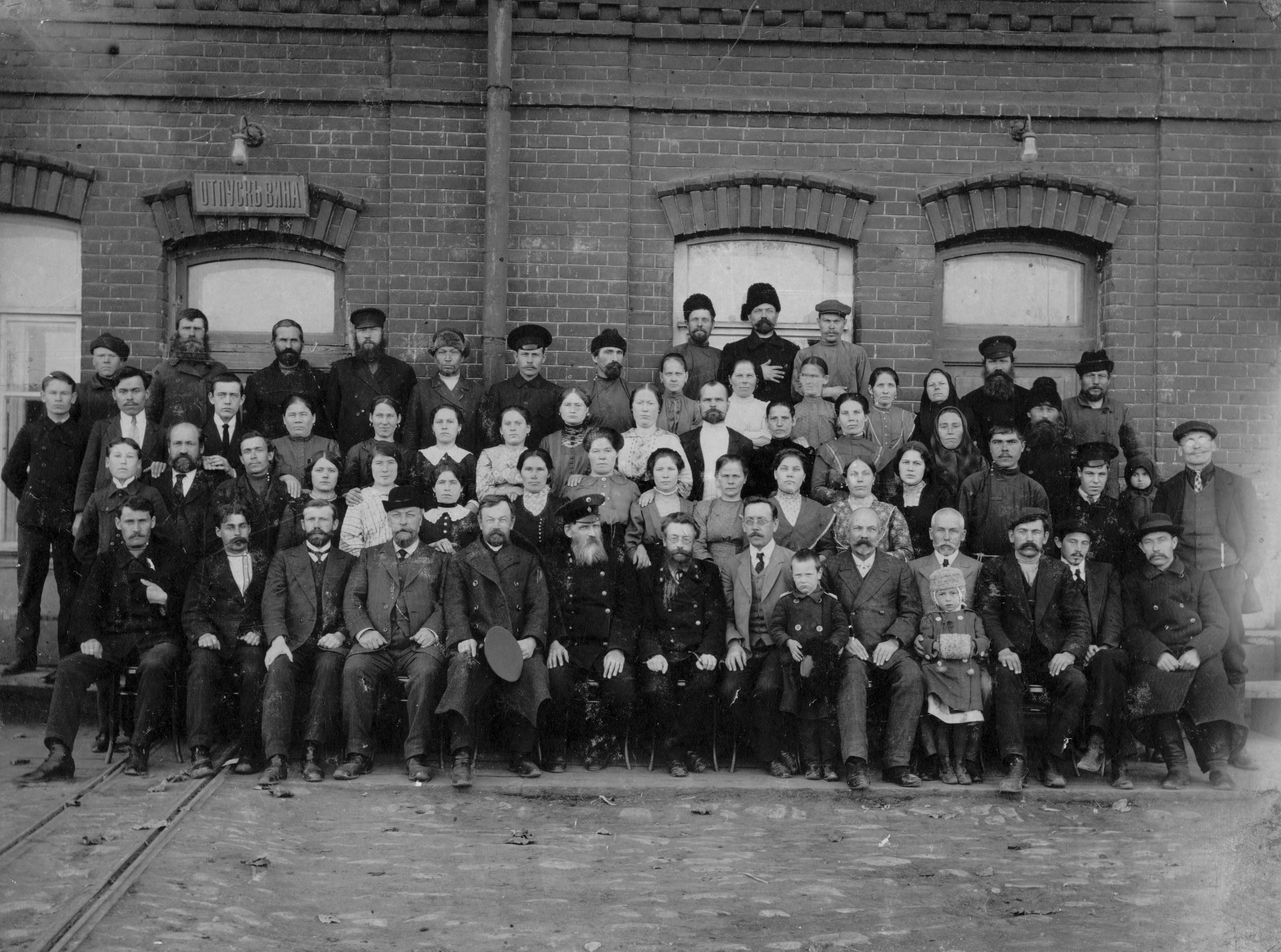
Коллектив СЛВЗ в конце XIX века

ОАО «Сарапульский ликеро-водочный завод» (ОАО «Сарапульский ЛВЗ») — одна из крупнейших российских организаций по производству высококачественных крепких алкогольных напитков, входит в состав ОАО «Удмуртспиртпром».
Многократный участник международной выставки продуктов питания «ПРОДЭКСПО» (г. Москва), золотой призёр в области качества (2014 год).

## История

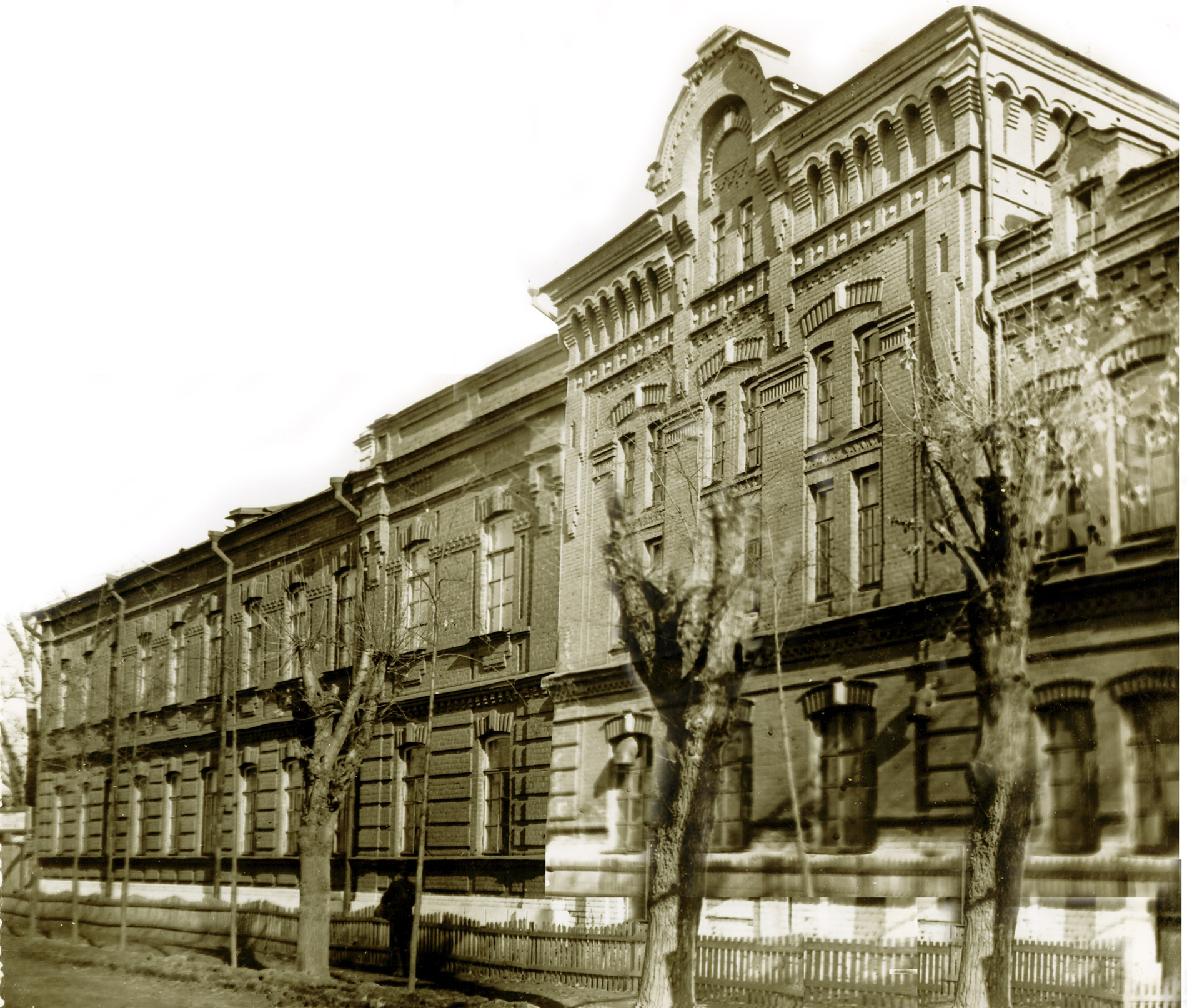
Сарапульский ЛВЗ

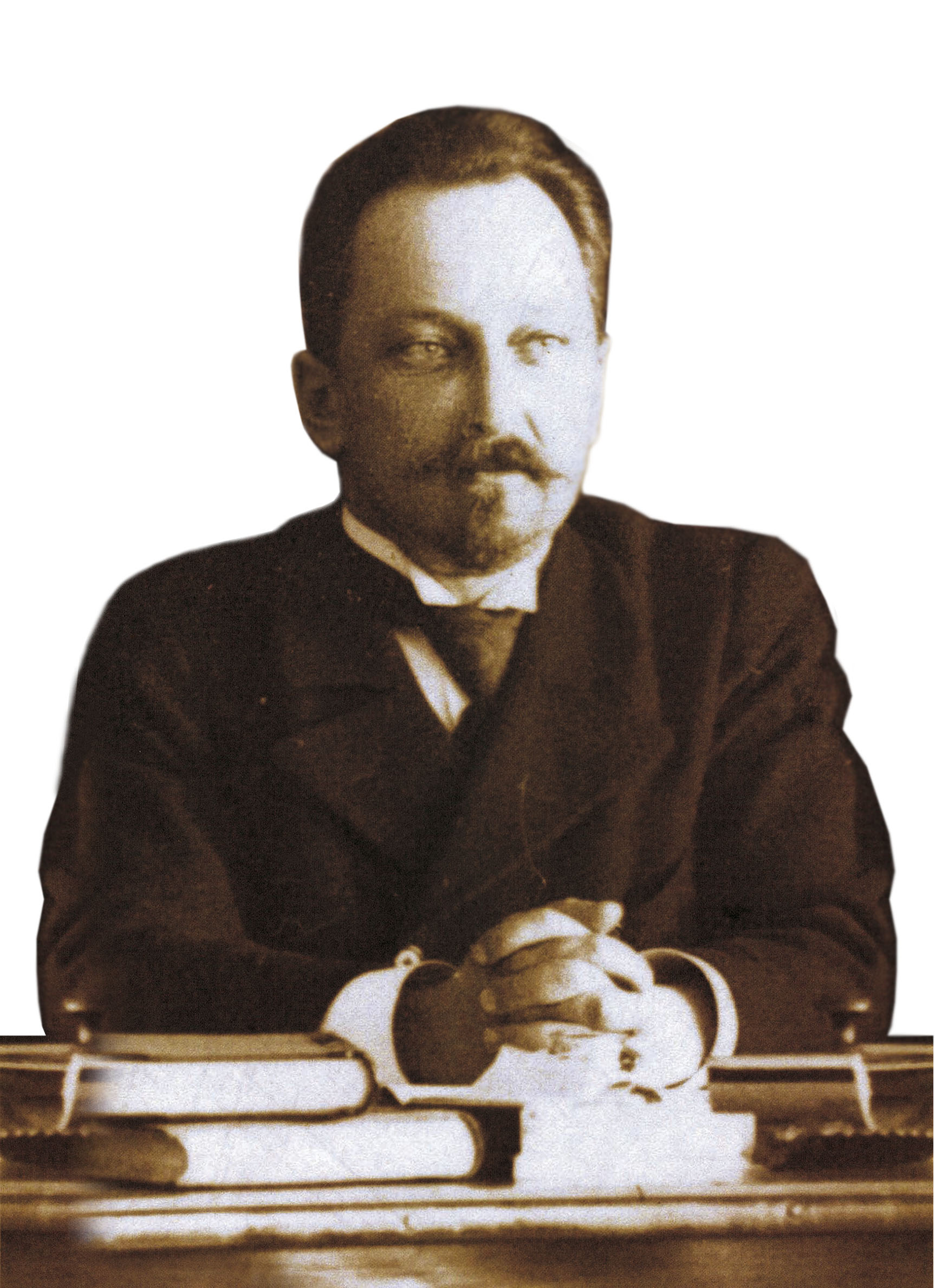
Председатель Земской управы Сарапульского уезда Тюнин М. С. (сын Тюнина С. Г. основателя завода)

Сарапульский ликеро-водочный завод основан в 1869 году в городе Сарапул, расположенном на берегу Камы в Удмуртской Республике, после отмены государственной монополии на производство водки. Сарапул находился на пересечении торговых путей, зерна, хмеля и воды было достаточно для промышленного производства. Традиционно в регионе из картофеля и хлеба изготовляли алкогольный напиток кумышку. Первое упоминание о винокурении в Сарапульском уезде датировано 1795 годом. Через семьдесят четыре года малоярославский купец, сын известного пивовара Тюнина, Семён Тюнин основал в Сарапуле собственное производство. С этого времени принято вести отсчет история современного СЛВЗ.

### Советский период
Во время гражданской войны повстанцы ломали винные склады и использовали содержимое, чтобы поднять восстание. Советский период истории завод встретил в разграбленном состоянии и на пике антиалкогольной кампании большевиков. В годы советской власти деятельность завода регулировалась жесткой политикой государства.

### ВОВ и послевоенное время
Во время Великой Отечественной войны производство было практически остановлено: в здании завода разместился эвакуированный из Баку машзавод им. Дзержинского. В первое десятилетие после войны небольшим объемом выпускалась только продукция общероссийского ассортимента.

### Наше время
Сегодня в ассортименте СЛВЗ более 60 наименований изделий, из них около половины разработано по собственным рецептурам. На заводе работает свыше 500 человек, больше половины из них непосредственно заняты производством продукции. Торговую сеть завода представляют 24 фирменных отдела на территории Республики и за её пределами.

## Деятельность
СЛВЗ занимается производством классических русских водок, настоек, бальзамов. По состоянию на 2009 год объём производства составляет 1 150 000 дал (23 млн бутылок) в год, из них 40 % реализуется за пределами республики. На заводе внедрена и действует система менеджмента качества ISO 9000-2001.

### Структура завода
Производственный блок Сарапульского ликеро-водочного завода состоит из четырёх подразделений:
- водочный цех;
- ликерно-наливочный цех;
- экспериментальный цех (включает цех по розливу продукции в 100-миллилитровые ёмкости);
- лаборатория, где разрабатываются фирменные алкогольные напитки[3].

## Интересные факты
- В период с 1919 по 1922 годы в Сарапуле происходило становление советской авиации.Именно в этот период на базе Сарапульского ЛВЗ располагался авиационный завода № 14, где был собран первый советский самолет "КОМТА"[4]..

### Награды
- Лучшая водка - 2019: Золотая медаль - водка «Тайга Премиум» штоф[5]
- Продэкспо 2019: Золотая медаль - бальзам «Легенда Италмаса», Почетный диплом - водка «Русь Матушка Премиум»[6]
- Продэкспо 2018: Золотая медаль - настойка горькая «Русь Матушка Колосок», Серебряная медаль - настойка сладкая «Черемуха на коньяке нежная», Почетный диплом - водка «Хлебный колос» [7]
- Лучшая водка - 2017: Золотая медаль - водка «Русь Матушка Премиум Золотая»[8]
- Продэкспо 2017: Серебряная медаль - водка «Старинная фамилия»[9]
- Продэкспо 2015: Золотая медаль - водка «Квадрат Альфа» и Настойка сладкая «Знатная чернослив в коньяке», Серебряная медаль - водка «Минус 40», Бронзовая медаль - настойка сладкая «Знатная миндаль в коньяке»[10]
- Продэкспо 2014: Золотая медаль - водка «Тайга Платинум»[11]
- Продэкспо 2013: Золотая медаль - водка «Тайга Премиум», Почетный диплом - водка «Дубль мягкая» и настойка горькая «Дубль Джин»[12]
- Продэкспо 2012: Золотая медаль - водка «Русь Матушка Премиум Золотая», Бронзовая медаль - водка «Тайга Премиум»[13]
- Продэкспо 2011: Золотая медаль - водка «Дубль стандарт», Серебряная медаль - водка «Дубль мягкая» и водка «Дубль клюква и мед», Бронзовая медаль - водка «Русь Матушка Премиум» [14]
- Продэкспо 2010: Золотая медаль - бальзам «Легенда Италмаса», Бронзовая медаль - водка «Тайга Премиум», Почетный диплом - водка «Русь Матушка Премиум»[15]
- Лучшая водка - 2009: Золотая медаль - водка  «Тайга»[16]
- Продэкспо 2008: Серебряная медаль - водка  «Серебряный квадрат»[17]